# Homosexualität auf den Färöern

Geografische Lage der Färöer-Inseln

Homosexualität auf den Färöern wird in der Bevölkerung zunehmend diskutiert, nachdem sie lange ein Tabuthema war.

## Legalität
Homosexuelle Handlungen sind auf den Färöern nicht strafbar.

## Antidiskriminierungsgesetze
Das Gesetz ist Teil des dänischen Strafgesetzbuchs, namentlich der „Rassismusparagraph“ 266b, der seit dem 15. Dezember 2006 auch auf den Färöern wie folgt lautet:

„§ 266 b. Wer öffentlich, oder mit dem Vorsatz der Verbreitung in einem weiteren Kreis, Aussagen oder anderweitige Äußerungen tätigt, mit denen eine Gruppe von Personen aufgrund ihrer Rasse, Hautfarbe, nationaler oder ethnischer Herkunft, Glaube oder sexueller Orientierung bedroht, verhöhnt oder herabgewürdigt wird, wird mit Geldstrafe oder Gefängnis bis zu 2 Jahren bestraft.

Abs. 2. Beim Strafmaß kommt verschärfend hinzu, wenn die Tat den Charakter einer Propagandakampagne hat.“

Der obige Gesetzestext unter Hinzunahme der sexuellen Orientierung ist seit 1987 in Dänemark in Kraft. Dänemark war damals das erste Land der Welt, das kurz darauf die Eingetragene Partnerschaft einführte. Auf den Färöern hingegen wurde diese Änderung erst 20 Jahre später angenommen. Die Färöer sind zwar außenpolitisch Teil des Königreichs Dänemark, genießen aber seit 1948 eine innere Autonomie, nach der dänische Gesetze erst vom färöischen Parlament, dem Løgting, ratifiziert werden müssen, um auch auf den Inseln zu gelten. Erst dann kann das dänische Staatsoberhaupt ein Gesetz für die Färöer verkünden.
Am 2. November 2005 unternahmen die oppositionellen linksrepublikanischen Løgtingsabgeordneten Annita á Fríðriksmørk und Finnur Helmsdal (Tjóðveldisflokkurin) einen erneuten Anlauf, um den § 266b auf den Färöern entsprechend anzupassen und damit Schwule und Lesben vor Diskriminierung zu schützen. Auch Regierungschef Jóannes Eidesgaard stellte sich hinter diese Kampagne, aber im Løgting gab es quer durch alle Parteien Widerstand, sodass der erste Versuch scheiterte: Bei der ersten Lesung am 18. November wurde der Entwurf an den Rechtsausschuss überwiesen, wo er am 21. und 28. November behandelt wurde. Die Mitglieder Alfred Olsen, Sverre Midjord, Marjus Dam und Bill Justinussen bildeten dort die Mehrheit und empfahlen dem Løgting die Ablehnung des Entwurfs. Begründung war unter anderem, dass keine Bevölkerungsgruppe bevorzugt werden darf, und dass alle Bürger gleichermaßen geschützt seien. Am 13. Dezember fiel der Entwurf in zweiter Lesung mit 12:20 Stimmen durch.
Zu Weihnachten 2005 eskalierte die Situation, als der Pfarrer von Hvalvík, Mogens Tilsted Christensen, in einem Leserbrief an die Tageszeitung Dimmalætting einen Zusammenhang des Wohlstandes der Färöer mit der züchtigen Lebensweise ihrer Bewohner herstellte und Homosexuelle mit Pädophilen verglich. Daraufhin wurde er von den Musikern der Punkband 200 wegen rassistischer Propaganda nach § 266b angezeigt. Die Staatsanwältin der Färöer begründete die Einstellung des Verfahrens damit, dass der § 266b auf den Färöern keinen speziellen Schutz von Homosexuellen vor derartigen Äußerungen vorsieht.
Ende September 2006 wurde der auf den Färöern bekannte Gitarrist Rasmus Rasmussen (Makrel) in Tórshavn auf offener Straße wegen seiner offenen Homosexualität zusammengeschlagen und danach telefonisch mit dem Tode bedroht. Rasmussen musste stationär psychiatrisch behandelt werden, während sich sein Vater und andere an die Spitze der Bewegung zur Änderung des § 266b stellten. Die Sache wurde in den dänischen Medien zu einem Hauptthema und auch deutsche Zeitungen berichteten. Zum Beispiel nahm sich auch die dänische Künstlergruppe Surrend der Sache an.
Entgegen den Gepflogenheiten der inneren Nichteinmischung zwischen Dänemark und den Färöern, meldete sich der dänische Regierungschef Anders Fogh Rasmussen kritisch zu Wort, und auch der Nordische Rat äußerte große Besorgnis.
Im Internet wurden 20.000 Unterschriften gesammelt (in erster Linie von Färingern, Isländern und Dänen), ein Frauen-Strickklub aus Tórshavn steuerte noch einmal 2000 Unterschriften bei, die vor Ort gesammelt wurden. Am 15. Dezember kam es schließlich zur letzten Lesung des Gesetzesentwurfs im Løgting und der knappen Abstimmung 17:15 für den Entwurf.
Damit waren die Färöer eines der letzten Länder Westeuropas und das letzte Land Nordeuropas, das den gesetzlichen Schutz Homosexueller vor Diskriminierung einführte.

## Gleichgeschlechtliche Ehe
Am 29. April 2016 befürwortete das Parlament der Färöer die gleichgeschlechtliche Ehe.
Im April 2017 strich das dänische Parlament denjenigen Artikel im Ehegesetz, wonach die Färöer von der Einführung der gleichgeschlechtliche Ehen ausgenommen seien; die Unterzeichnung durch die Königin erfolgte am 3. Mai 2017. Die Eheöffnung trat am 1. Juli 2017 in Kraft.

## Føroya Pride
2005 gab es erstmals das Festival Føroya Pride der Homo-, Bi- und Transsexuellen auf den Färöern.
2007 gab es vom 17. bis 19. August erneut ein Føroya Pride mit Teilnehmern aus verschiedenen nordischen Ländern. Es gab Vorlesungen, Podiumsdiskussionen, Filme, gemeinsamen Gesang und eine Demonstration mit Kundgebung mitten in Tórshavn. Die Hauptrede hielt der färöische Politiker Finnur Helmsdal, worin er sich für die Einführung der gleichgeschlechtlichen Lebenspartnerschaft aussprach.